# MBC경남 창원 TV
MBC경남 창원 TV는 대한민국 MBC경남 창원방송에서 운영하는 종합 텔레비전 방송 채널이다.

## DMB 방송
2007년 8월 31일부터 DMB 방송국 Busan MBC가 개국함으로써 DMB에서도 마산MBC TV를 볼 수 있게 되었다.